# Línea Kashima
La Línea Kashima (鹿島線 Kasima-sen?) es una línea férrea en las prefecturas de Chiba e Ibaraki, operada por East Japan Railway Company.
Esta línea fue planeada como medio de transporte público dentro de la zona industrial de Kashima y Kamisu a lo largo de la costa meridional de la prefectura de Ibaraki, para conectar con la metrópoli de Tokio.

## Características

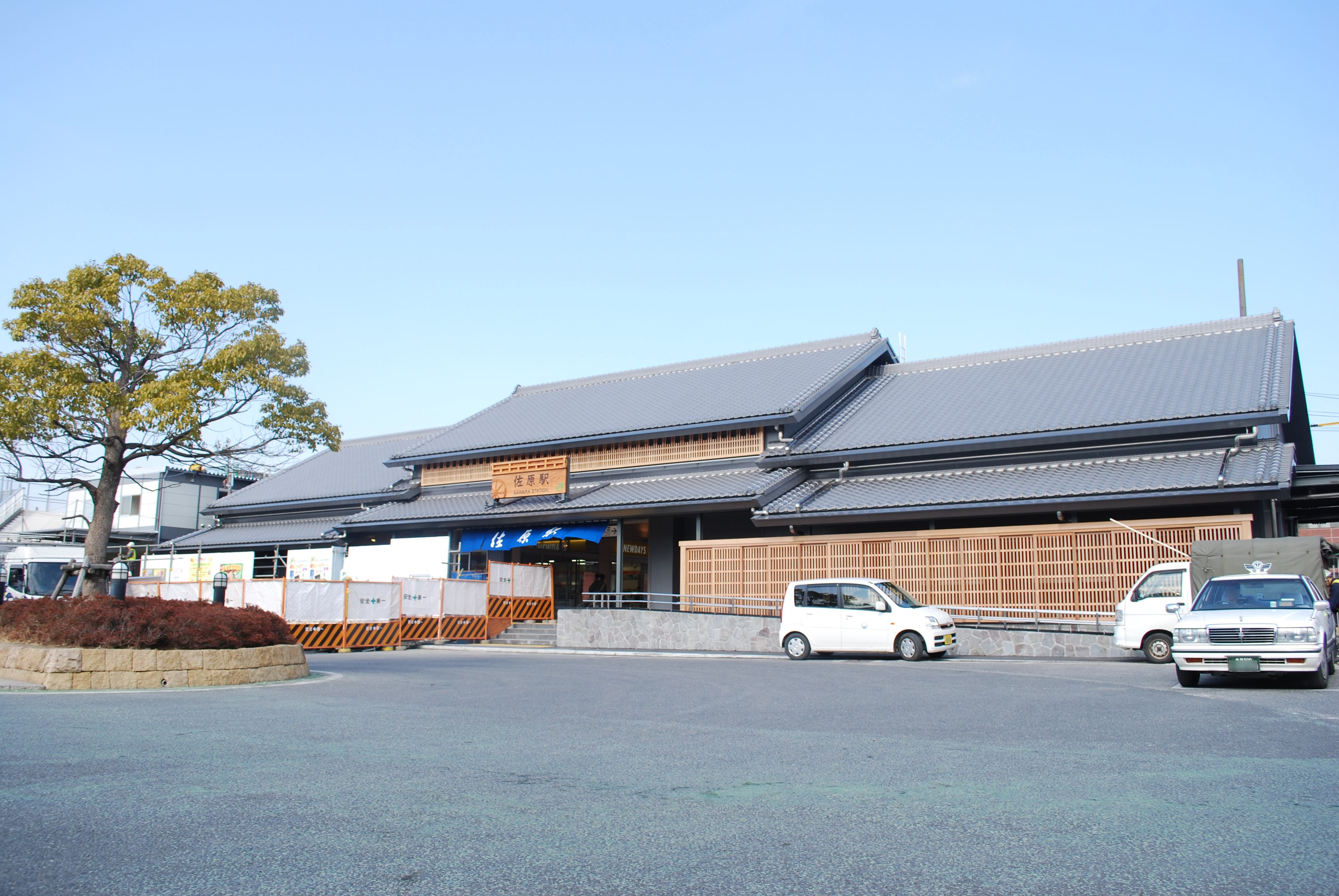
Estación Sawara

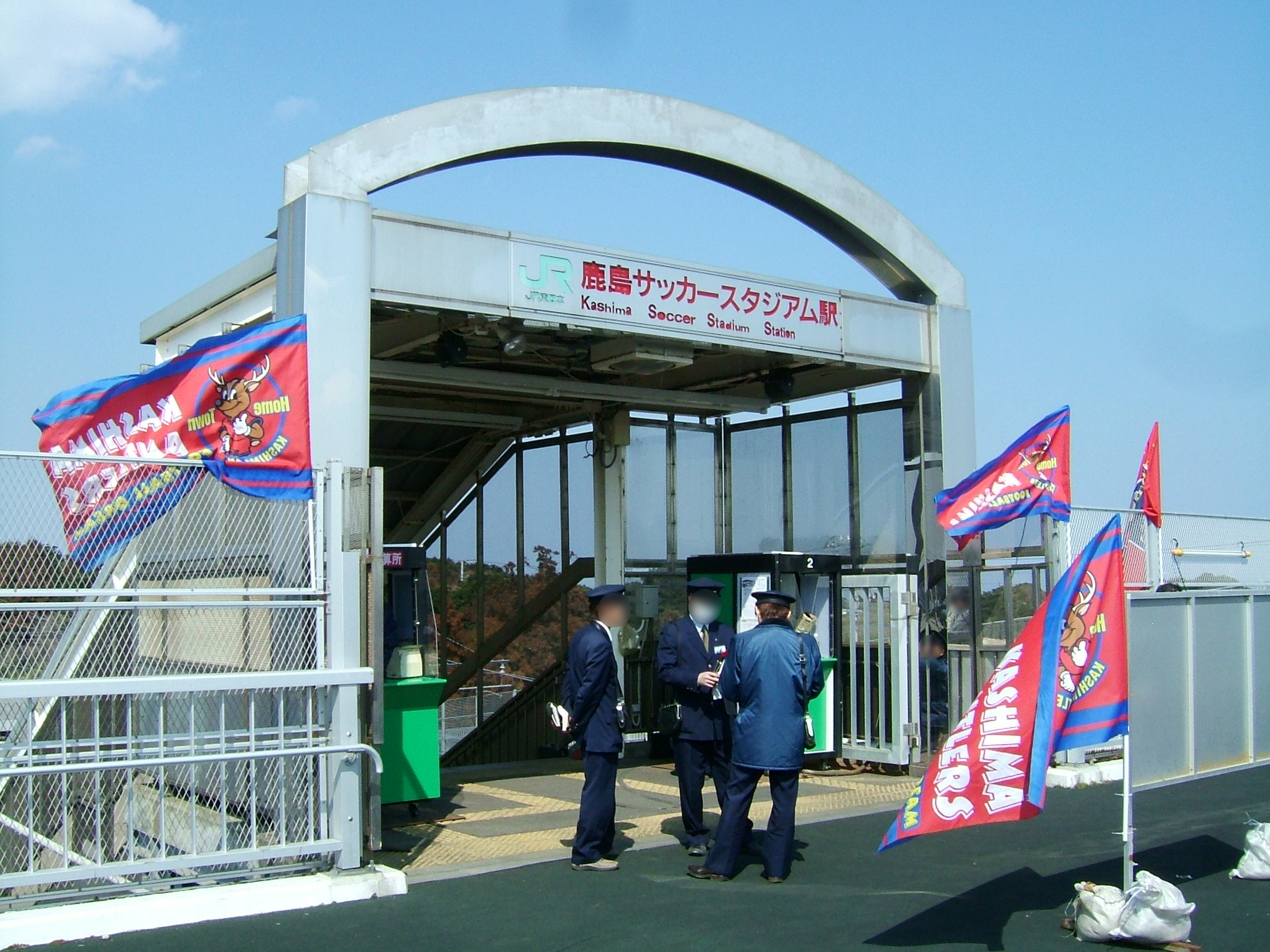
Estación Kashima Soccer Stadium

La Línea Kashima parte de la Estación de Katori cruzando el curso del Río Tone en la frontera entre las prefecturas de Chiba y de Ibaraki, y después conecta por último con la Estación Kashima Soccer Stadium. 
Algunos trenes de la Línea Kashima parten de la Estación Sawara, utilizando la vía férrea de la Línea Narita.
La Estación Katori está en la Línea Narita, y algunos trenes de la Línea Kashima funcionan a través de la estación vecina Sawara, o más allá de ella. Generalmente todos los trenes terminan su recorrido en la Estación Kashima-Jingū. 
La estación del estadio (Estación Kashima Soccer Stadium) funciona solamente cuando hay partidos de fútbol en el Estadio de Kashima del Kashima Antlers en la J1 League (liga de fútbol profesional de Japón).
Desde la Estación Sawara hasta la Estación Kashima Jingu, los trenes eléctricos de JR East operan aproximadamente cada 1-2 horas. Algunos trenes funcionan más allá de Sawara hasta la Estación Narita en Narita o hasta la Estación Chiba en Chiba. Un servicio limitado funciona entre la Estación Tokio y la Estación Kashima Jingū. 
La Línea Ōarai Kashima opera desde la Estación Mito hasta la Estación Kashima Soccer Stadium y la Estación Kashima Jingū, con trenes diesel rápidos.
Normalmente, ningún tren de pasajeros se detiene en la Estación Kashima Soccer Stadium, excepto cuando se juegan partidos de fútbol en el estadio.
JR Freight (Japan Freight Railway Company) opera trenes de carga en la Línea Kashima, desde el área de Tokio hasta la Línea Kashima Rinkō. JR Freight ofrece transporte de carga a nivel nacional y tiene su sede en Shibuya, Tokio, cerca de la Estación Shinjuku.

## Estaciones
| N.º | Estación               | Nombre japonés          | Distancia total desde Estación Katori (Km) | Transferencias                                                                                           | Localización | Localización          |
| --- | ---------------------- | ----------------------- | ------------------------------------------ | --- | ------------ | --------------------- |
| n/a | Sawara                 | 佐原                    | 3,6                                        | Algunos trenes de la Línea Kashima parten de esta estación, utilizando la vía férrea de la Línea Narita. | Katori       | Prefectura de Chiba   |
| 01  | Katori                 | 香取                    | 0,0                                        | Línea Narita                                                                                             | Katori       | Prefectura de Chiba   |
| 02  | Jūnikyō                | 十二橋                  | 3,0                                        | | Katori       | Prefectura de Chiba   |
| 03  | Itako                  | 潮来                    | 5,2                                        | | Itako        | Prefectura de Ibaraki |
| 04  | Nobukata               | 延方                    | 10,4                                       | | Itako        | Prefectura de Ibaraki |
| 05  | Kashima-Jingū          | 鹿島神宮                | 14,2                                       | Línea Ōarai Kashima Línea Kashima Rinkō (Línea de carga)                                                 | Kashima      | Prefectura de Ibaraki |
| 06  | Kashima Soccer Stadium | 鹿島 サッカースタジアム | 17,4                                       | Línea Ōarai Kashima Línea Kashima Rinkō (Línea de carga)                                                 | Kashima      | Prefectura de Ibaraki |

n/a: no aplica